# Patrick Bernardini
Patrick Bernardini (Aiacciu, 18 de juny de 1963), és un pilot de ral·lis francès d'origen cors. Debutà el 1982. Guanyador del Campionat de França de Ral·lis 1993 i 1994, així com del Ral·li Monte-Carlo 1996.

## Palmarès
- 1985 - 1r grupN al Tour de Còrsega - BMW 323i
- 1986 - 1r grupN al Tour de Còrsega - BMW 325i
- 1993 - Campionat de França de Ral·lis - Ford Escort Cosworth
- 1994 - Campionat de França de Ral·lis - Ford Escort Cosworth
- 1996 - 1r al Ral·li Monte-Carlo - Ford Escort Cosworth